# Jessica Coon
Jessica Coon é uma linguista canadense conhecida por seus trabalhos sobre sintaxe, morfologia e ergatividade, especialmente em línguas indígenas. É PhD pelo Instituto de Tecnologia de Massachusetts e professora da Universidade McGill. Foi a consultora em linguística para o filme Arrival, de 2016.